# Экология Сахалинской области
Экология Сахалинской области — состояние и характеристики экосистемы Сахалинской области. Экологическая обстановка в регионе остаётся напряжённой и во многом обусловлена его экономической структурой, в которой большую роль играет добыча нефти, газа и угля. Основными проблемами окружающей среды области являются снижение биоразнообразия и загрязнение воды и воздуха.
По состоянию на осень 2022 года Сахалинская область занимает 62-е место в экологическом рейтинге субъектов России, составляемом общественной организацией «Зелёный патруль».

## Качество воздуха
По данным Минприроды России, в 2017 году Сахалинская область была в числе регионов с самым грязным воздухом на основании проб атмосферного воздуха, в которых загрязняющие вещества превысили уровень среднесуточной предельно допустимой концентрации (ПДК). Среди населённых пунктов области данная проблема острее всего стоит в Южно-Сахалинске, который в 2020 году оказался в списке российских городов с наиболее загрязнённым воздухом. Региональный центр на протяжении двух десятилетий входит в перечень городов России с самым высоким уровнем загрязнения атмосферы. Повышенный уровень загрязнения воздуха наблюдается в Корсакове, Томари и Невельске.
К основными факторам загрязнения воздуха на Сахалине и Курильских островах относятся отсутствие или неудовлетворительное состояние очистных установок на котельных, использование на большинстве предприятий устаревшего и изношенного газоочистного оборудования, рост количества источников выбросов от предприятий и организаций за счёт оборудования автономных источников теплоснабжения и резервных источников энергоснабжения, увеличение числа автомобилей, использование некачественного топлива, тепло- и электроснабжение путём сжигания угля повышенной зольности, низкое состояние экологического контроля за качеством атмосферного воздуха. Главными загрязнителями атмосферного воздуха в Сахалинской области являются предприятия нефтегазового комплекса — «Эксон Нефтегаз Лимитед», «Сахалин Энерджи Инвестмент Компани Лтд», ООО «ННК-Сахалинморнефтегаз», объекты теплоэнергетики МУП «ЖКХ УГО» (Углегорск), МУП «Тепло» (Корсаков), ПАО «Сахалинэнерго», МУП «Тепло» (Холмск), МУП «Водоканал» (Томари), другие объекты теплоэнергетики, а также организации, использующие объекты размещения твёрдых коммунальных отходов, — ООО «Альтаир», ООО «Новый город» и АО «Управление по обращению с отходами». На долю
автомобильного транспорта приходится 20 % всего выброса загрязняющих веществ в атмосферу.
1 сентября 2022 года правительство Сахалинской области запустило эксперимент по достижению углеродной нейтральности к 31 декабря 2025 года. В частности, он предполагает разработку и использование технологий для сокращения и улавливания вредных выбросов в атмосферу, перевод на газ 145 котельных, газификацию 37 тыс. домов и квартир, закрытие и модернизацию мусорных полигонов, повышение энергоэффективности и доведение доли возобновляемых источников энергии области с 1 % до 15—28 % в выработке электричества.

## Водные ресурсы

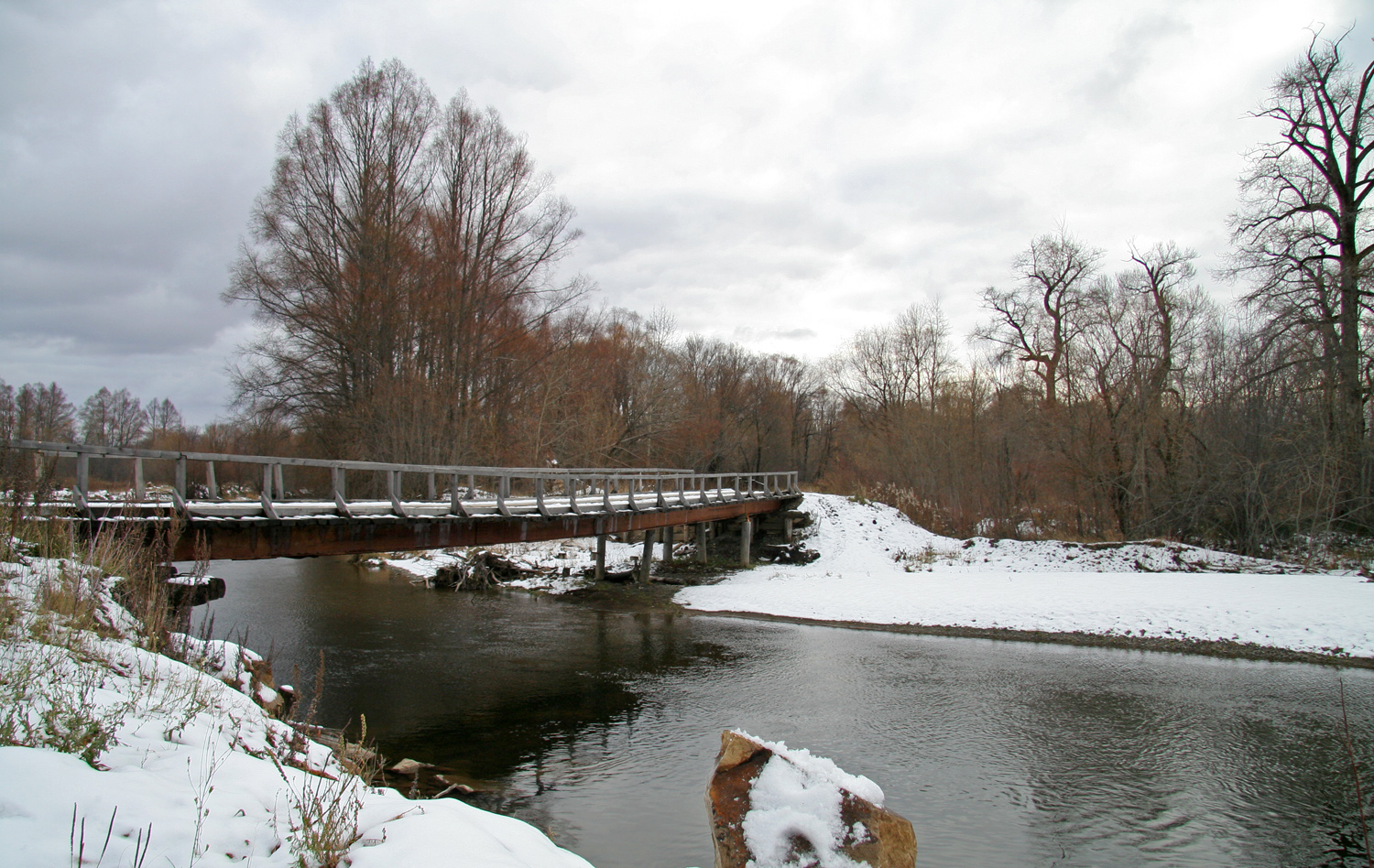
Тымь — одна из главных рек Сахалина

В Сахалинской области насчитывается более 65 тыс. рек и ручьёв, принадлежащих бассейнам Охотского и Японского морей, между тем только 14 рек имеют протяжённость более 100 км. Важнейшими водными артериями Сахалина являются Тымь (330 км) и Поронай (350 км), протекающие по центральной части острова. В число главных рек региона по значению для водопользования и антропогенной нагрузке входят Тымь, Поронай, Лютога, Сусуя, Лопатинка, Углегорка, Охинка, Найба, Большая Александровка. Согласно областному минэкологии, одной из наиболее загрязнённых рек Сахалина остаётся Охинка, протекающая в городе Оха и его окрестностях. Основной вклад в загрязнение данного водоёма вносят нефтедобывающие предприятия, расположенные по всей его длине. К причинам загрязнения относятся отсутствие необходимых очистных сооружений и неудовлетворительная работа имеющихся, открытая система нефтесбора, потери нефти при транспортировке. В 2021 году среднегодовые концентрации нефтепродуктов в Охинке составили 17,1 ПДК, железа — 7,3 ПДК, соединений меди — 14,8 ПДК, марганца — 12 ПДК.
Негативное воздействие на акватории Охотского и Японского морей оказывает реализация шельфовых проектов бурения нефтяных и газовых скважин, которая сопровождается образованием значительного количества токсичных отходов, сбросов и выбросов, содержащих в том числе компоненты буровых растворов. Также к загрязнению приводят сбросы хозяйственно-бытовых сточных вод и льяльных вод, связанные с деятельностью коммунально-бытовых служб, нефтебаз и морских судов.

## Биоразнообразие

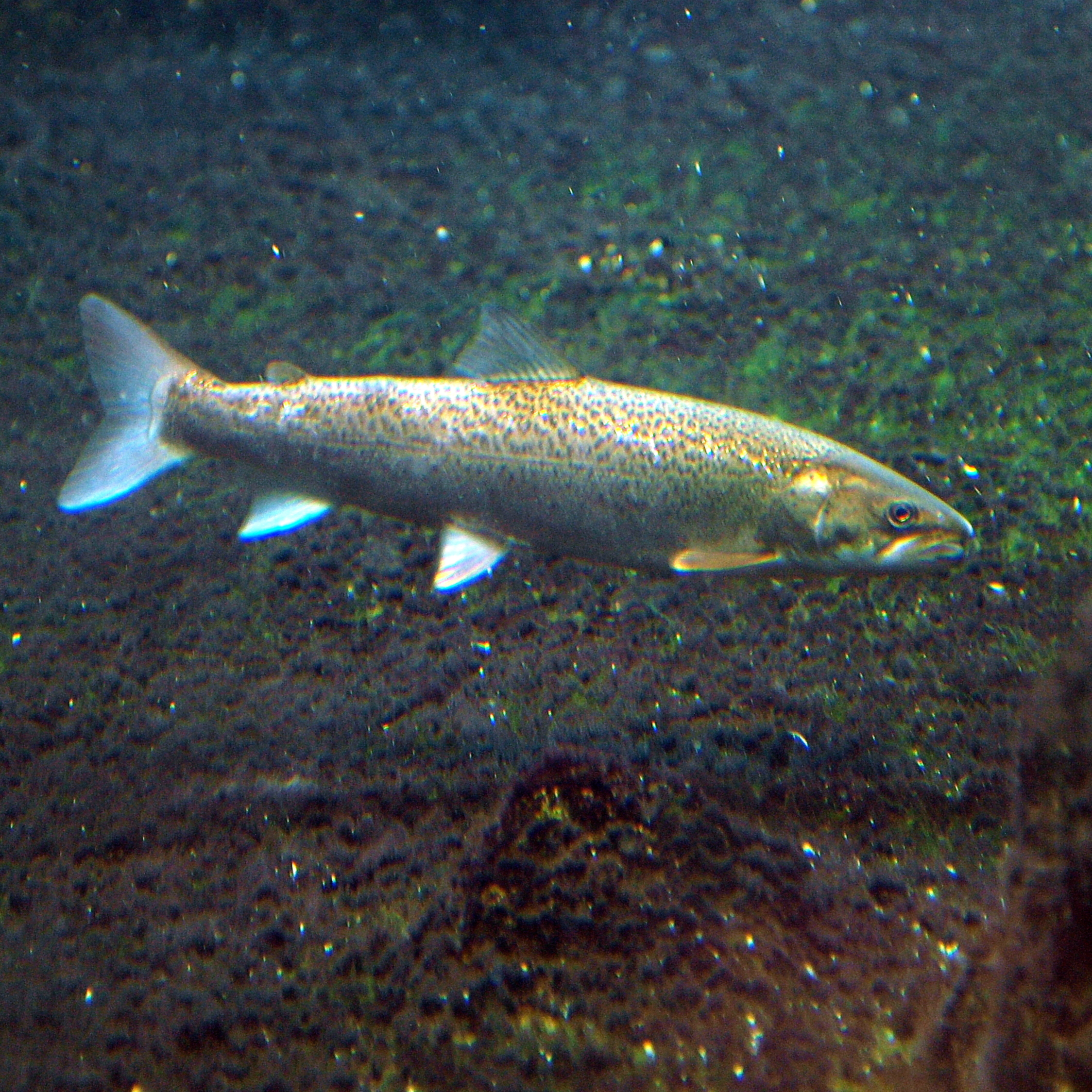
Сахалинский таймень, обитающий в акватории области

В 2000—2010-е годы в Сахалинской области упразднили 21 особо охраняемую природную территорию (ООПТ), при этом новых за это время не появилось. Часть местных экспертов считают это сокращение оправданным, другие выступают против. Например, глава общественной организации «Экологическая вахта Сахалина» Дмитрий Лисицын указывал, что не создано ни одной ООПТ для сохранения популяции сахалинского тайменя, занесённого в Красную книгу России и находящегося на грани полного исчезновения.
В 2021 году Дмитрий Лисицын заявил о последовательном снижении биологического разнообразия Сахалина, назвав катастрофической ситуацию с горбушей, являющейся важнейшей пищей для многочисленных животных острова, среди которых медведи, нерпы, соболи и орланы. За десять лет вылов этой рыбы сократился в 46 раз: если в 2009 году поймали 232 тыс. тонн, то в 2019 году — 5 тыс. Снизился и скат молоди из рек в море: если в 1990 году он составлял более 2,5 млрд мальков, то в 2020-м из всех сахалинских рек по итогу нереста 2019 года в море вышло менее 150 млн особей. Кроме того, по словам Лисицына, несмотря на восстановление леса на берегах рек, экологическая обстановка в нерестовых речках не улучшилась из-за большого воздействия рыбодобычи. Между тем согласно минэкологии Сахалинской области в 2020 году вылов горбуши составлял 33,8 тыс. тонн, в 2021 году — 27,5 тыс. тонн.

## Сбор и утилизация отходов
В 2019 году, по подсчётам международной аудиторско-консалтинговой сети FinExpertiza, Сахалинская область заняла 8-е место в десятке регионов с максимальным объёмом твёрдых коммунальных отходов (ТКО) на душу населения. На одного сахалинца пришлось 3,27 м³ бытового мусора, причём средний показатель по стране составил 2,4 м³ на человека. По итогам 2021 года Сахалинская область заняла уже 2-е место по массе ТКО на душу городского населения с 876,6 кг на человека, уступив только Камчатскому краю (893,1 кг на человека), при этом среднестатистический городской житель в РФ производил 434,7 кг мусора.
В ноябре 2022 года АО «Ситиматик» начало руководить деятельностью АО «Управление по обращению с отходами» — регионального оператора по обращению с ТКО Сахалинской области. В декабре ООО «Ситиматик Сахалин Север», ООО «Ситиматик Сахалин Центр» и ООО «Ситиматик Сахалин Юг» заключили концессионные соглашения с правительством Сахалинской области на создание объектов инфраструктуры по обращению с ТКО общей мощностью более 200 тыс. тонн в год. Соглашения предполагают создание инфраструктуры на севере Сахалина мощностью 10 тыс. тонн в год, в центре острова — 44 тыс. тонн в год, на юге острова — 152 тыс. тонн в год. Планируется, что объекты введут в эксплуатацию в 2026 году. В регионе присутствуют четыре полигона ТКО.
К концу декабря 2022 года во всех районах Сахалина появился раздельный сбор отходов. На острове установлено около 1500 контейнеров для раздельного накопления ТКО. Известно о планах внедрить в 2023 году раздельный сбор на Курильских островах.